# Ursari, Călărași
Ursari este un sat din comuna Buda, raionul Călărași, Republica Moldova.